# 学校法人北海道星槎学園
学校法人北海道星槎学園（がっこうほうじんほっかいどうせいさがくえん）は、北海道北広島市中の沢149番地に本部を置く学校法人。

## 沿革
- 1964年 12月学校法人北海道産業学園創立
- 1965年 北海道産業専門学校創立
- 1966年 北海道産業短期大学設立（北広島市）
- 1976年 北海道産業短期大学を道都短期大学と改称。法人名を学校法人北海道櫻井産業学園と改称
- 1978年 道都大学を紋別市（紋別キャンパス）に開学（社会福祉学部、美術学部設置）
- 1983年 道都大学開学5周年記念式典挙行
- 1984年 海洋生物研究所・北方福祉研究所設置、海洋生物研究所附属水族館開館。北海道産業専門学校を札幌市に移転。学校法人北海道櫻井産業学園初代総長に櫻井淳が就く。
- 1985年 道都大学に保母養成課程開設する
- 1987年 北海道産業専門学校を道都総合専門学校と改称
- 1988年 道都大学開学10周年記念式典挙行
- 1989年 北方意匠研究所設置
- 1990年 道都総合専門学校を専門学校道都国際学園と改称
- 1991年 道都短期大学を道都大学短期大学部と改称し、道都大学短期大学部（北海道産業短期大学）開学25周年記念式典挙行
- 1992年 専門学校道都国際学園を道都国際観光専門学校と改称
- 1993年 北方福祉研究所を国際福祉研究所と改称。北方意匠研究所を国際意匠研究所と国際建築研究所に改組
- 1996年 道都大学美術学部を紋別市（紋別キャンパス）から撤退、北広島市（札幌キャンパス）へ移転。道都大学短期大学部開学30周年記念式典挙行
- 1999年 国際経営文化研究所設置
- 2000年 道都大学美術学部の定員増認可。道都大学経営学部の設置認可
- 2001年 道都大学（札幌キャンパス）に経営学部設置。道都大学に介護福祉士養成校指定認可、介護福祉士養成課程開設。道都国際観光専門学校を閉校。閉校後の校舎を道都大学研究センターとする。
- 2002年 道都大学短期大学部閉校
- 2004年 学園創立40周年
- 2005年 道都大学社会福祉学部を北広島市（札幌キャンパス）へ移転。海洋生物研究所及び海洋生物研究所附属水族館を廃止・閉館
- 2008年 道都大学開学30周年。紋別キャンパス跡地を紋別市に譲渡
- 2009年 道都大学の全学部学科をコース制から専攻制へと更改
- 2011年 櫻井淳が道都大学名誉総長へ就任
- 2013年 国際意匠研究所、国際建築研究所、国際福祉研究所、国際経営文化研究所を統合し、地域総合研究所へ改組
- 2014年 道都大学研究センターを廃止し、道都国際観光専門学校跡地を北海道の金融機関へ売却
- 2015年 学校法人国際学園と包括連携協定締結
- 2016年 法人名を学校法人北海道星槎学園と改称。地域総合研究所を地域連携推進センターに改称
- 2017年 道都大学を星槎道都大学に改称[1]

## 創立者
- 阿部利雄
- 櫻井淳

## 歴代理事長
- 初代: 阿部利雄（1964年4月1日 - 1974年3月31日）
- 2代:  櫻井淳（1974年3月31日 - 2007年3月31日）
- 3代: 櫻井政経（2007年4月1日 - 2014年3月31日）
- 4代: 濱田康行（2014年4月1日 - 2015年3月31日）
- 5代: 正木清郎（2015年4月1日 - 2022年3月31日）[2]
- 6代: 飯浜浩幸（2022年3月31日 - 現在）

## 本部所在地
- 札幌郡広島町字中の沢135番地（現在の北広島市中の沢135番地・1964年 - 1978年）
- 紋別市落石町7丁目1番地（1978年 - 1991年）
- 北広島市中の沢149番地（1991年 -）

## 所有校地
現在のキャンパス
- 札幌キャンパス（北海道北広島市中の沢149番地）
  - 星槎道都大学本部、各学部
- 第2キャンパス（北海道北広島市中ノ沢135番地）
  - 星槎道都大学課外活動棟
- 北広島サテライトキャンパス（北海道北広島市広葉町3丁目）
  - 北広島市広葉交流センター内[3]

かつてあったキャンパス
- 札幌北区キャンパス（1984年 - 2014年、北海道札幌市北区北9条西4丁目）
  - 道都国際観光専門学校、道都大学研究センター・札幌サテライトキャンパス
- 紋別キャンパス（1978年 - 2008年、北海道紋別市落石町7丁目1番地）
  - 星槎道都大学オホーツクキャンパス

## 設置校
- 星槎道都大学
- 道都大学短期大学部（廃止）
- 道都国際観光専門学校（廃止）

## 注
1. ↑  以上につき学園の沿革参照
2. ↑  環境省技官、環境大臣秘書官、環境大臣官房参事官、学校法人国際学園理事などを歴任
3. ↑  カフェいこーよ（サテライトキャンパス）